# Карачи (озеро)
Карачи́ (также Карачи́нское, устар. Ачу-Тебис) — горько-солёное озеро, расположенное в Чановском районе Новосибирской области, в 394 километрах от города Новосибирска, в 11 километрах от районного центра Чаны. Озеро Карачинское типично материковое, самосадочное, бессточное.
Площадь озера составляет 362 гектара. Длина озера 2500 метров, ширина — 1450 метров.
Карачи и его окрестности находятся в первой природоохранной зоне.
Озеро служит источником лечебной сульфидно-иловой грязи, которая используется на местном курорте и экспортируется.
С 1880 года озеро используется как грязевой и бальнеологический курорт.

## Железнодорожная станция «Озеро Карачинское»
Вблизи от озера действует одноимённая железнодорожная станция «Озеро Карачи́нское» относящаяся к Западно-сибирской железной дороге, вокзал рассчитан на 100 пассажиров.

## Грязевой курорт

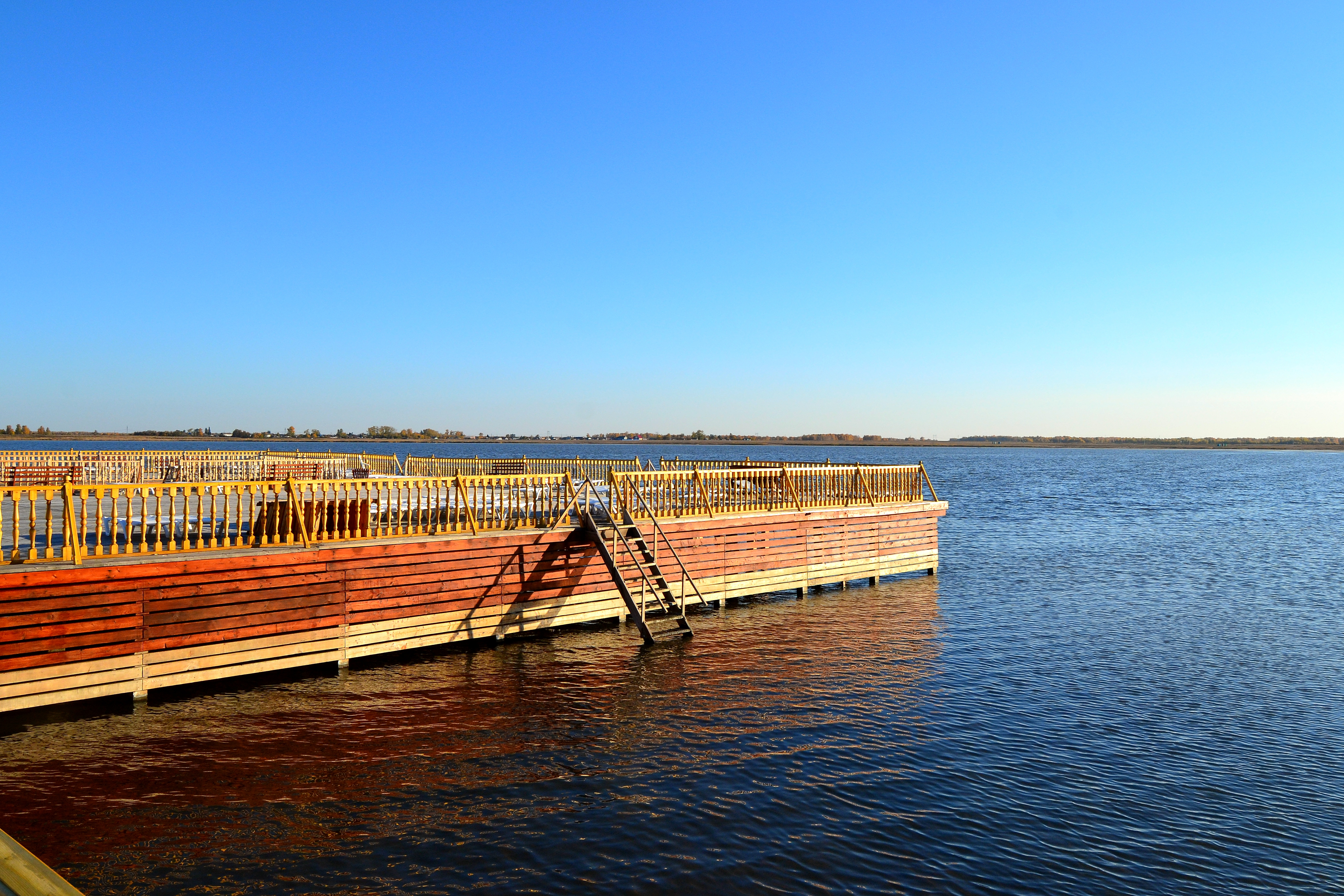

Лечебная грязь озера Карачинского представляет собой природный продукт, формировавшийся много лет в естественных условиях с участием геологических и биологических процессов, под влиянием физикогеографических и биологических факторов: почвы, климата, рельефа, гидрогеологии, флоры и фауны. Грязь состоит из земляных частиц, органических и неорганических соединений.
Главной составляющей карачинской грязи являются продукты расщепления коалипового ядра: примеси железа и фосфоросодержащие органические вещества. Важной особенностью грязи является содержание в ней различных газов (сероводород, метан, угольная кислота, аммиак) и органических веществ, оказывающих выраженное терапевтическое действие.
Лечебная грязь залегает слоем по всему дну озера на глубине 40-80 см.
Грязь широко применяется в различных областях медицины и косметологии.
Терапевтическое действие грязи озера Карачи на организм человека связано с комплексным влиянием физических, термических, механических и химических факторов.
Также в грязи содержатся биологически активные коллоидные вещества: сульфид железа, кремниевая кислота, гидрат алюминия, оксид алюминия.
Большое значение имеет свойство грязи вызывать раздражение нервных окончаний и благодаря этому влиять на другие органы. Наличие в грязи кальция, йода и фосфора способствуют выработке в коже коллагена и обновлению клеток. За счет высокого содержания солей грязь обладает бактерицидным действием. Добыча грязи производится 78 дней в году в теплое время года.

### Рапа озера Карачи
Рапа — это вода высокой степени минерализации, концентрированный моленной раствор с запахом сероводорода. Рапа в водоеме по химическому составу сульфатно-хлоридно-натриевая с минерализацией в среднем до 250 г/дм³. Рапа содержит цинк, бром, витамины и гормоны, биогенные стимуляторы, катионы калия, магния, натрия, кальция. Наличие большого количества полезных веществ и высокая теплопроводность рапы озера Карачи обуславливают её высокую бальнеологическую ценность. Рапа используется в косметологии и медицине для принятия ванн, ингаляций, медицинских процедур.

## Животный и растительный мир озера
В биологическом отношении озеро Карачи — это своеобразный биогеоценоз, возникший в результате длительной эволюции. В воде озера находятся сине-зелёные водоросли и фитопланктон, которые служат питанием для основных обитателей озера — членистоногих рачков Artemia salina. Их численность составляет 1500 на 1 м² площади.
Окраска рачка определяется количеством потребляемой пищи и содержанием в воде кислорода и варьируется от зеленоватой до красной. Рачки размером от 8 до 12 мм, которые могут жить в очень солёной воде. Погибая, они разлагаются сульфатредуцирующими бактериями, которые образуют продукты, входящие в состав лечебной грязи. Артемия играет главную роль в обеспечении круговорота органических веществ и энергии в экосистеме озера Карачи.
Северный и южный берега озера Карачи более высокие, покрытые кустарниками и древесной растительностью. Восточный и западный берега озера низкие, покрытые луговой растительностью.